# Сотрон
Сотрон (фр. Sautron) — коммуна на западе Франции, находится в регионе Пеи-де-ла-Луар, департамент Атлантическая Луара, округ Нант, кантон Сент-Эрблен-1. Расположена в 9 км к северо-западу от Нанта. Через территорию коммуны проходит национальная автомагистраль N165 (Е60) и протекает река Сан, ниже по течению впадающая в Эрдр в черте Нанта.
Население (2017) — 8 192 человека.

## История
Сотрон впервые был упомянут в летописи в 1025 году благодаря лесу, занимающему всю его территорию. В XI веке граф Бюдик отдал поместье Буа-Гаран на территории Сотрона монахиням для строительства здесь приората. 
В 1464 году последний бретонский герцог Франциск II построил в Буа-Гаране гранитную часовню в честь Богородицы в благодарность за чудесное исцелению после серьезной травмы, полученной им во время охоты. Со временем эта часовня стала местом паломничества. Вокруг часовни стало образовываться поселение, из которого и вырос впоследствии Сотрон. Название часовни несколько раз менялось и превратилось в Бонгаран. До 1790 года деревня принадлежала епископам Нанта.

## Достопримечательности
- Церковь Святых Якова и Филиппа XV века, перестроенная в 1840 году
- Шато де Круа XIX века
- Часовня Бонгаран XV века
- Здание жандармерии

## Экономика
Структура занятости населения:
- сельское хозяйство — 0,4 %
- промышленность — 14,1 %
- строительство — 9,0 %
- торговля, транспорт и сфера услуг — 55,9 %
- государственные и муниципальные службы — 20,5 %

Уровень безработицы (2017 год) — 8,4 % (Франция в целом — 13,4 %, департамент Атлантическая Луара — 11,6 %). 

Среднегодовой доход на 1 человека, евро (2017 год) — 27 650 (Франция в целом — 21 110, департамент Атлантическая Луара — 21 910).

## Демография
Динамика численности населения, чел.

## Администрация
Пост мэра Сотрона с 2008 года занимает Мари-Сесиль Жессан (Marie-Cécile Gessant). На муниципальных выборах 2020 года возглавляемый ею правоцентристский блок победил в 1-м туре, получив 75,88 % голосов.
| Период | Период | Фамилия            | Партия                                       | Примечания                                          |
| ------ | ------ | ------------------ | -------------------------------------------- | --------------------------------------------------- |
| 1965   | 1995   | Франсуа Бодри      | Разные правые                                |                                                     |
| 1995   | 2008   | Клод Бретеше       | Союз за французскую демократию Разные правые |                                                     |
| 2008   |        | Мари-Сесиль Жессан | Разные правые                                | медсестра, член Регионального совета Пеи-де-ла-Луар |

## Города-побратимы
- Макен, Уэльс

## Галерея

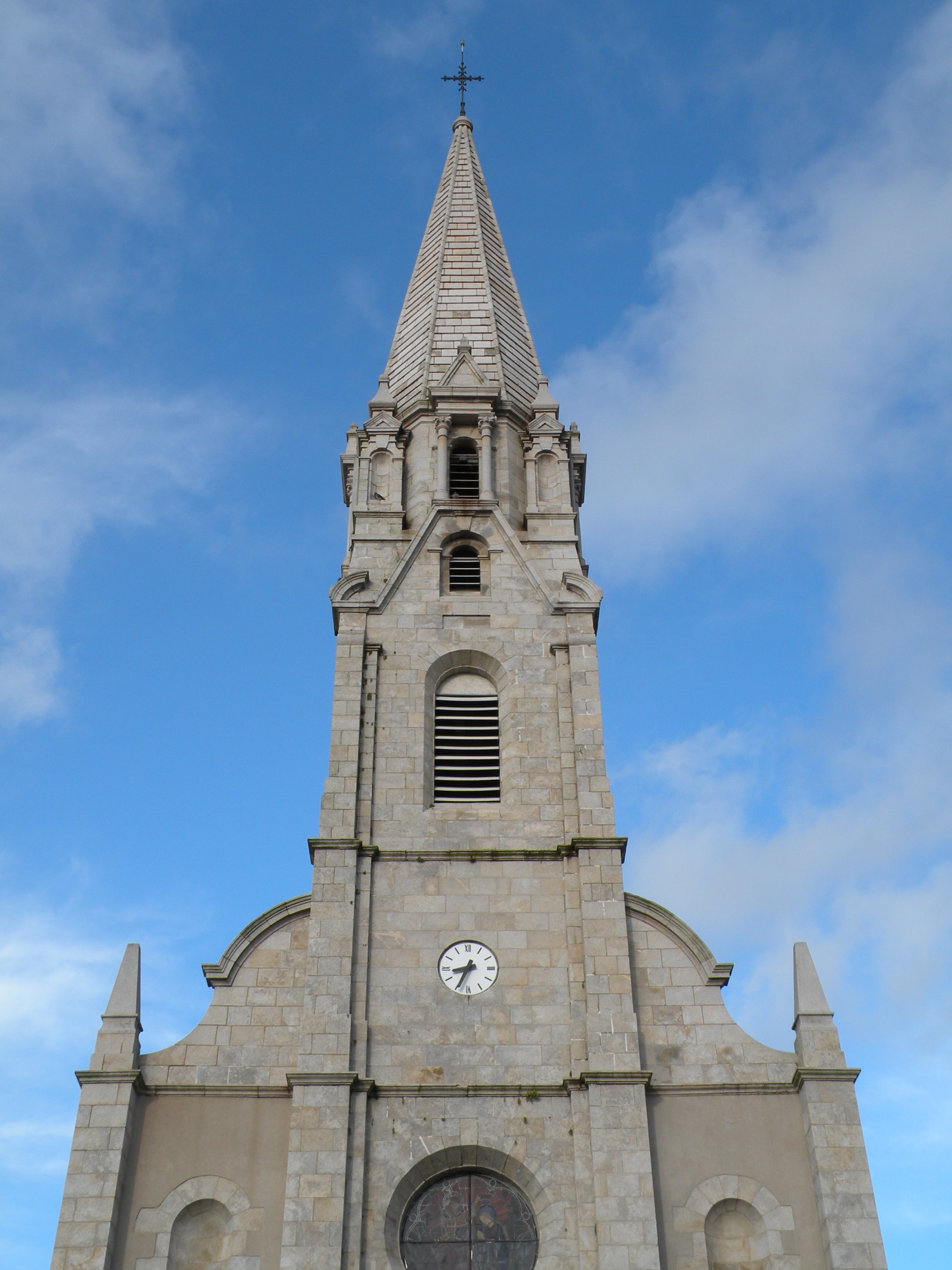
Церковь Святых Якова и Филиппа
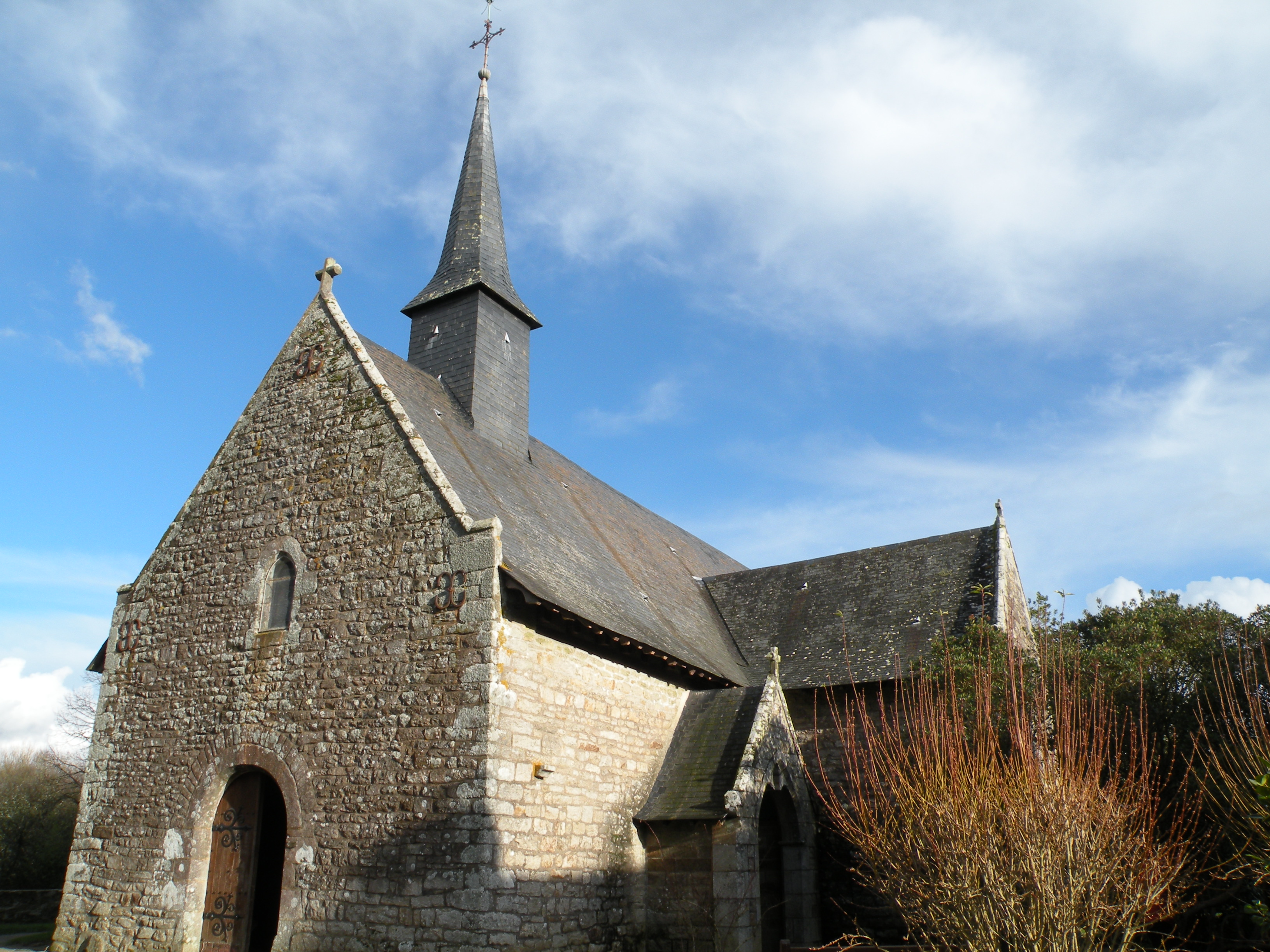
Часовня Бонгаран
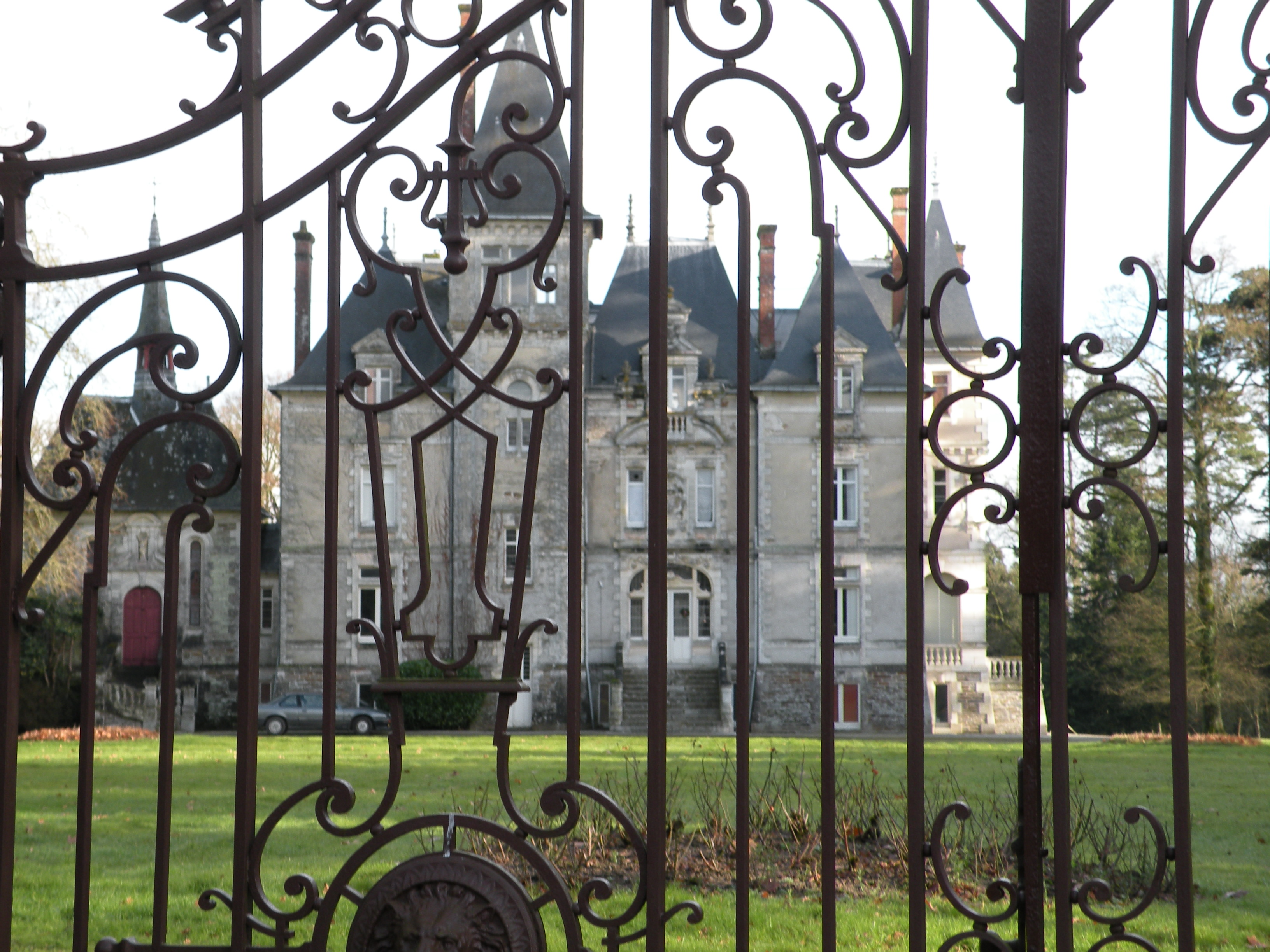
Шато де Круа
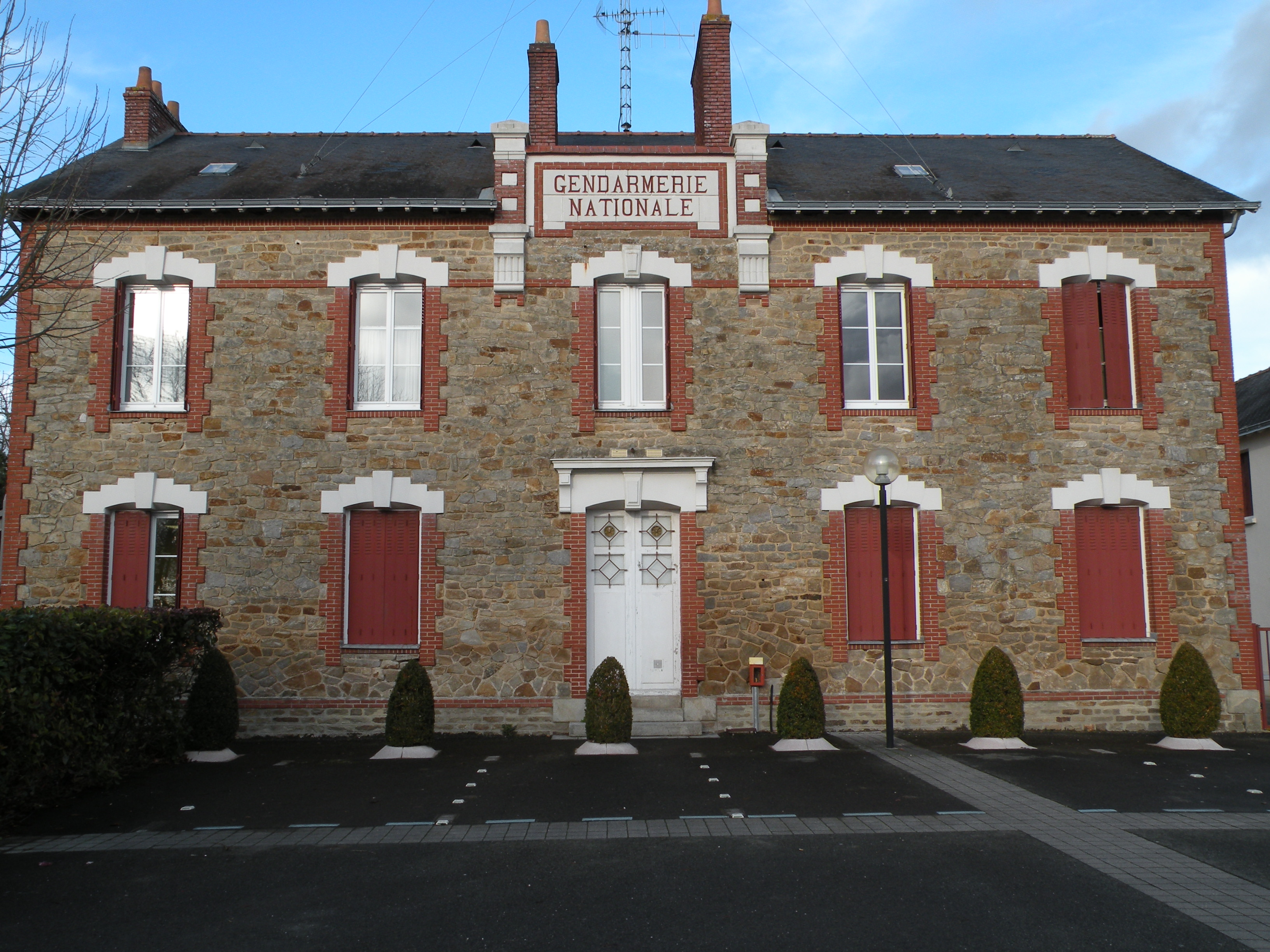
Здание жандармерии